# Nghi Thủy
Nghi Thủy is een phường in de thị xã Cửa Lò, in de Vietnamese provincie Nghệ An. De provincie Nghệ An ligt in de regio dat ook wel Bắc Trung Bộ wordt genoemd.